# Antoine Bonaparte
Antoine Bonaparte, né le 30 octobre 1816 à Tusculum et mort le 27 mars 1877 à Florence, est le huitième enfant de Lucien Bonaparte et d’Alexandrine de Bleschamp.

## Biographie
Il est né à Frascati (Italie), où son père a acheté la Villa Tuscolana, le 30 octobre 1816 ; il vit tout d’abord en Italie puis, après un séjour aux États-Unis (1832), il s’établit dans les États pontificaux où il se consacre à la viticulture ; il en est finalement expulsé pour s’être compromis dans des mouvements libéraux et revient en France.
Le 15 octobre 1849, il est élu député de l’Yonne grâce à la coalition des conservateurs contre deux candidats républicains : il siège à droite et vote avec la majorité monarchiste.
Il appuie l’action de son cousin Louis-Napoléon Bonaparte mais n'est pas associé à la politique menée sous le Second Empire et n'est, par ailleurs, jamais accepté à la Cour.
Il s’éteint à Florence, le 27 mars 1877.
Il épouse, le 9 juillet 1839, Carolina Maria Anna Cardinali (1823-1879), fille d’un avocat de Lucques, dont il n’a aucune descendance.